# Zollpfennig
Zollpfennige waren Pfennige mit besonderer Funktion, die unter Kurfürst Carl Theodor (1742–1799) von der Pfalz in den Jahren 1766, 1778 und von der Landgrafschaft Hessen-Darmstadt im Jahr 1777 geprägt wurden. Beide bestanden aus Kupfer und waren Klein- bzw. Scheidemünzen. Sie dienten der Staatsfinanzierung und dem Wertausgleich bei Zahlungen zwischen Münzen verschiedener Münzfüße.

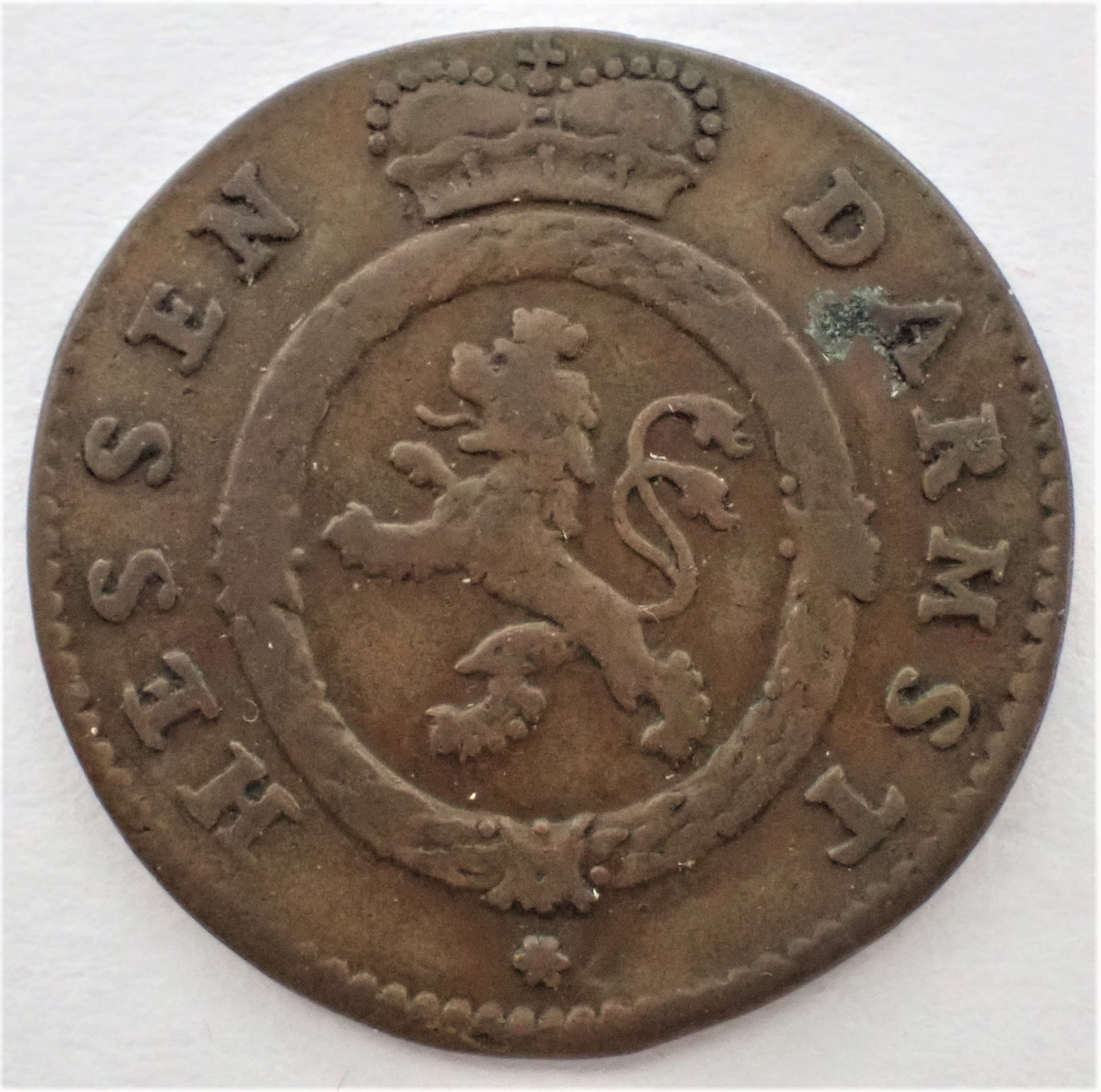
Zollpfennig Hessen-Darmstadt, Jahr 1777 Wappenseite

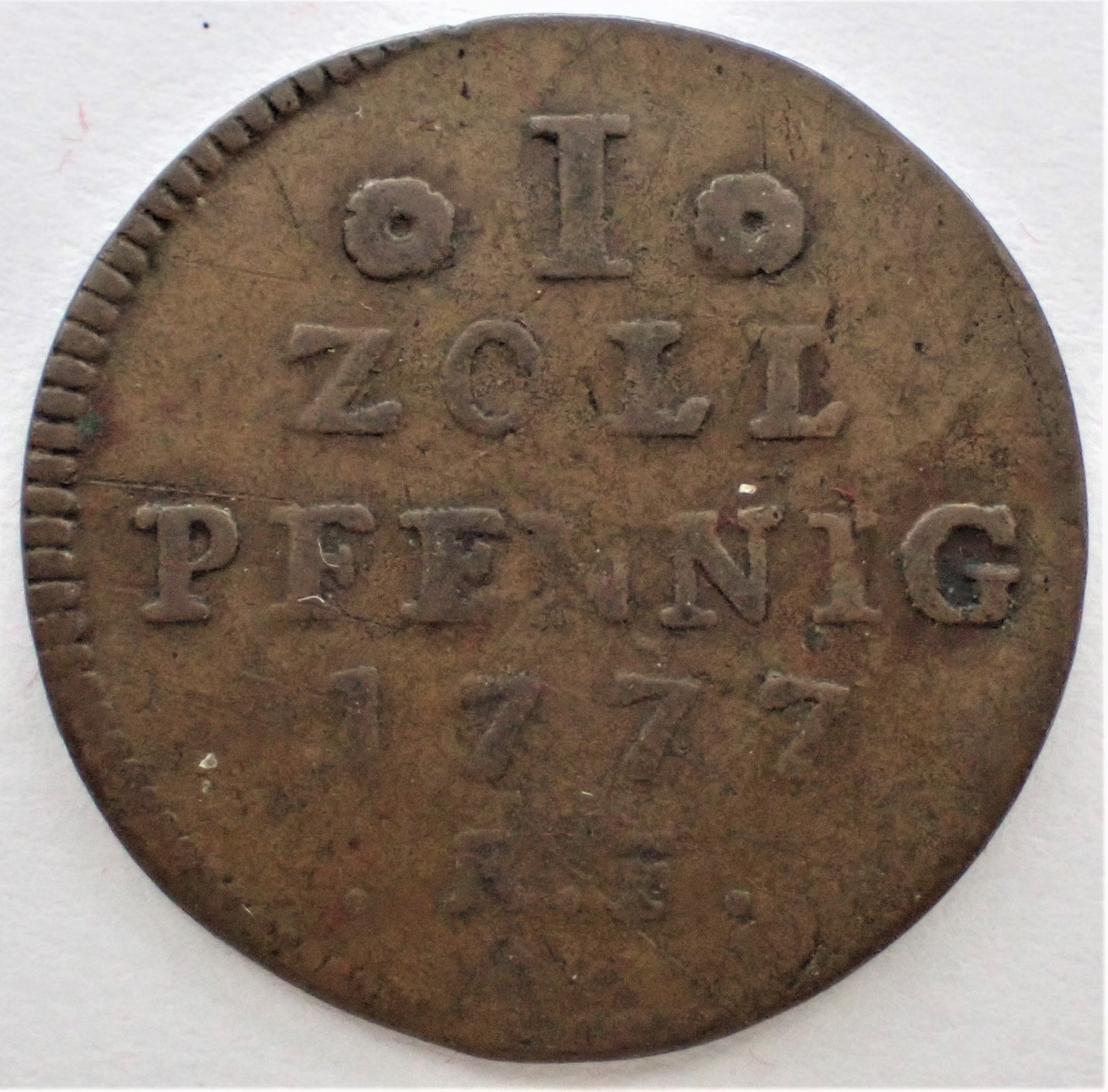
Zollpfennig Hessen-Darmstadt, Jahr 1777 Wertseite

Die Pfälzischen Zollpfennige von 1766 und 1778 zeigen auf der Vorderseite einen gekrönten Löwenschild zwischen Zweigen und der Umschrift CHUR PFALZ. Die Rückseite war zu der Zeit die Wertseite. Sie ist mit 1 ZOLL PFENNIG und der jeweiligen Jahreszahl beschriftet. Dieser Münztyp ist im Deutschen Münzkatalog 18. Jahrhundert in der Rubrik „Pfalz“ unter der Nummer 172 katalogisiert. Während der Pfälzer Zollpfennig im allgemeinen Zahlungsverkehr 1½ Pfennige galt, wurde er bei Zahlungen an die kurfürstlichen Kassen nur mit 1 Pfennig bewertet und diente damit der Staatsfinanzierung.
Die Zollpfennige aus Hessen-Darmstadt wurden nur mit der Jahreszahl 1777 geprägt. Die Wappenseite zeigt einen gekrönten ovalen Löwenschild mit der zweigeteilten Umschrift HESSEN DARMST., die Rückseite die Aufschrift I ZOLL PFENNIG mit der Jahreszahl. Der Münztyp ist im Deutschen Münzkatalog 18. Jahrhundert in der Rubrik Hessen-Darmstadt unter der Nr. 115 katalogisiert. Als Hessen-Darmstadt im Jahr 1765 den 20-Guldenfuß als Münzfuß einführte, behielten die Nachbarstaaten den 24-Guldenfuß. Im Folgejahr ließ Hessen-Darmstadt die im 24-Guldenfuß geprägten Münzen für den Zahlungsverkehr wieder zu, forderte bei Zahlungen an die öffentlichen Kassen und Zollposten aber weiter Münzen die dem 20-Guldenfuß entsprachen. Weil es keine Scheidemünzen im 20-Guldenfuß gab, wurden der Zollpfennig für den Ausgleich von Zahlungen im 20-Guldenfuß eingeführt.